# Руссе, Давид
Дави́д Руссе́ (фр. David Rousset; 18 января 1912, Роан, Луара — 13 декабря 1997) — французский писатель, публицист, общественный деятель левой направленности.

## Биография
Сын слесаря. В 14 лет в результате несчастного случая при игре в теннис потерял глаз. Окончил Сорбонну. Социалист. Сблизился с Троцким в годы его пребывания во Франции, за что был в 1935 исключён из Французской секции Рабочего Интернационала (СФИО). Был среди создателей троцкистской Международной рабочей партии. Занимался журналистикой, в том числе для американских журналов Fortune и Time. Также посвятил себя борьбе против колониализма в Алжире и Марокко. 
В годы Второй мировой войны участвовал в Движении Сопротивления, был арестован 16 октября 1943 года, подвергался пыткам на улице Соссэ, заключённ в тюрьму во Френе. В январе 1944 года сперва депортирован в лагерь Компьень, а затем оказался узником концлагеря Бухенвальд и отправлен в лагеря Порта Вестфалика и Нойенгамме. Выжив в «марше смерти», вышел с Альбертом Ромером навстречу союзникам и повёл их освобождать оставшихся заключённых. Вернулся в Париж 19 мая 1945 года, страдая от сыпного тифа. 
После войны прославился публикациями о концентрационных лагерях в разных странах. В 1946 году получил литературную премию Ренодо за книгу «Концентрационный мир» (L'Univers concentrationnaire), один из первых фундаментальных трудов о нацистских лагерях и феномене репрессивных концлагерей. В 1947 году на этом же материале собственного опыта опубликовал восьмисотстраничный художественный роман «Дни нашей смерти».
Вместе с философами-экзистенциалистами Жаном-Полем Сартром и Альбером Камю, бывшим партизаном Жоржем Альтманом и группой троцкистов вокруг Ивана Крайпо основал в 1948 году недолговечную левую партию Демократическое революционное объединение (Rassemblement Democratique Revolutionnaire), отрицавшую и социал-демократию СФИО, и сталинизм ФКП, призывая к обустройству Европейской федерации на демократически-социалистических началах.
Он первым ввёл термин «ГУЛАГ» в обиход во французской печати, опубликовав разоблачающие очерки о советской лагерной системе (по инициативе Октавио Паса они были переведены и републикованы в аргентинском журнале Sur). В 1949 году он обратился к бывшим узникам немецких лагерей с предложением создать комиссию для инспекции советских лагерей. В результате ему удалось собрать достаточную информацию для публикаций. За свои действия он подвергся нападкам французской коммунистической печати. Газета Lettres françaises обвинила его в клевете. Руссе подал на газету в суд и в 1951 году выиграл дело. После выхода книги Виктора Кравченко «Я выбрал свободу» Руссе в октябре 1950 года инициировал Международную комиссию против режима концлагерей (CICRC), занимавшуюся расследованием ситуаций при авторитарных режимах как правого (Испания, Греция), так и левого толка. Кроме собственно советских лагерей, изучал также тюрьмы в Югославии, Китае и Алжире. 
Свою политическую эволюцию закончил на левом фланге голлистского лагеря. Поддержал на президентских выборах 1965 года кандидатуру Шарля де Голля, которому был благодарен за согласие с деколонизацией (в этот период Руссе брал интервью для различных газет у таких известных антиколониальных деятелей, как Гамаль Абдель Насер, Ахмед Бен Белла и Эрнесто Че Гевара). В июне 1968 года был избран депутатом от Союза демократов в поддержку республики, которую покинул после смерти генерала, основав Трудовой союз. При этом когда после столкновений с ультраправыми 21 июня 1973 года была запрещена троцкистская Коммунистическая лига, одним из лидеров которой был его сын Пьер, Давид Руссе обратился за посредничеством к Министерству внутренних дел, благодаря чему её позволили воссоздать под названием Революционная коммунистическая лига.

## Избранная библиография
- Концентрационный мир/ L’Univers concentrationnaire [1946], Paris, Éditions de Minuit, 1965.
- Дни нашей смерти/ Les Jours de notre mort [1947], Paris, Ramsay, 1988
- «The Drama of Political Confrontation». Telos 44 (Summer 1980). New York: Telos Press.
- The Crisis in the Soviet System (1986)
- The Other Kingdom (1947)
- Legacy of the Bolshevik Revolution (Critical History of the USSR, Vol 1) (1982)